# ヤカボシュ・ジュジャンナ
ヤカボシュ・ジュジャンナ（Jakabos Zsuzsanna、1989年4月3日 - ）は、ハンガリー・ペーチ出身の女子競泳選手。
15歳でオリンピックに出場、35歳でヨーロッパ選手権のメダルを獲得するなど、同じ1989年生まれのホッスー・カティンカ、ベラスト・エブリンと共に長くハンガリー代表として活躍した選手の一人。オリンピックに5回、世界選手権に9回、ヨーロッパ選手権に11回出場しているが、オリンピックの5回はチェ・ラースローやホッスー・カティンカなどと並んでハンガリー競泳選手歴代最多タイ記録、世界選手権の9回はハンガリー歴代最多記録、ヨーロッパ選手権の11回は全ての国を通じて歴代最多記録となっている。オリンピック、世界選手権、世界短水路選手権といった世界大会ではメダルを獲得できていないが、ヨーロッパ選手権で15個、ヨーロッパ短水路選手権で11個のメダルを獲得し、個人種目では2度のヨーロッパチャンピオンに輝いた。なお、ホッスー・カティンカとは種目が被っていることもあり、ヨーロッパ選手権で3回、ヨーロッパ短水路選手権で2回、ホッスー・カティンカの後塵を拝し銀メダルに終わっている。

## 経歴
元アスリートの両親の下、子供の頃からスキーや体操など色々なスポーツを経験。水泳は8歳で始め、9歳の時に初めて大会に出場した。

### 2003年ヨーロッパユースオリンピックフェスティバル
国際大会デビューとなった2003年のヨーロッパユースオリンピックフェスティバルでは、100mバタフライ・200m個人メドレー・4×100mフリーリレーの3冠を達成した。4×100mフリーリレーで金メダルを分かち合った同じ1989年生まれのホッスー・カティンカ、ベラスト・エブリンとは、この先何度も国際大会でリレーを組むことになった。

### 2004年ヨーロッパ選手権
2004年5月、マドリードで開催されたヨーロッパ選手権出場。15歳でシニアのヨーロッパ選手権デビューを果たし、出場した個人メドレー2種目（200m・400m）でファイナリストになったが、200mは3位と1秒99差の6位、400mは3位と2秒08差の4位に終わり、シニアヨーロッパメダル獲得とはならなかった。

### 2004年ヨーロッパジュニア選手権
2004年7月、リスボンで開催されたヨーロッパジュニア選手権に出場。ムティナ・アグネス、ベラスト・エブリン、ホッスー・カティンカと共に4×200mフリーリレーで優勝し、400m個人メドレーとの2冠を達成した。400m個人メドレーの優勝タイム4分42秒01は、翌年マークした4分40秒83と共に15歳と16歳の年齢別ハンガリー記録としてそれぞれ20年近く残り続けたが、ジャックル・ビビエンがそれぞれ4分40秒66と4分34秒96に塗り替えた。

### 2004年オリンピック
2004年8月、ジュルタ・ダニエル、ホッスー・カティンカ、ベラスト・エブリンと共に15歳でアテネオリンピックに出場したが、400m個人メドレーで予選敗退（15位）に終わった。

### 2005年ヨーロッパジュニア選手権
2005年7月、自国開催（ブダペスト）のヨーロッパジュニア選手権に出場し、200mバタフライ・4×100mフリーリレーの2冠を達成した。200mバタフライは2分10秒18の大会新記録（当時）で制し、ベラスト・エブリン、ホッスー・カティンカらと共に泳いだ4×100mフリーリレーは同タイムをマークしたロシアと金メダルを分け合った。

### 2005年ヨーロッパ短水路選手権
2005年12月、トリエステで開催されたヨーロッパ短水路選手権に出場。100m個人メドレーは予選1分03秒48・準決勝1分03秒29と2レース連続で短水路ハンガリー新記録（当時）を樹立するも決勝に進むことはできなかったが（12位）、400m個人メドレーは4分35秒68の自己ベスト（当時）で3位に入り、自身初のシニアヨーロッパメダルを獲得した。

### 2008年オリンピック
2008年8月、2大会連続の出場となった北京オリンピックでは400m個人メドレーと4×200mフリーリレーの計2種目に出場した。400m個人メドレーは予選で自己ベストを1秒近く更新する4分37秒86をマークしたが、13位に終わり決勝を泳ぐことはできなかった。4×200mフリーリレーでは第4泳を務め、第1泳のムティナ・アグネス、第2泳のベラスト・エブリン、第3泳のダラ・エステルと共に7分55秒26のハンガリー新記録（当時）を樹立して予選を7位で突破。1996年アトランタ大会から実施されている女子4×200mフリーリレーでハンガリー初の決勝に進出したが、予選と同じメンバーで臨んだ決勝は予選よりタイムを落とし6位（7分55秒53）に終わった。

### 2009年ヨーロッパ短水路選手権
2009年12月、イスタンブールで開催されたヨーロッパ短水路選手権に出場。400m個人メドレーにおいて、ホッスー・カティンカが2007年に樹立した4分32秒10の短水路ハンガリー記録を大幅に更新する4分28秒46をマークし、ハンナ・ミレイ（4分25秒66）、ミレイア・ベルモンテ（4分27秒60）に次いで銅メダルを獲得した。

### 2010年ヨーロッパ選手権
2010年8月、自国開催（ブダペスト）のヨーロッパ選手権に出場。400m個人メドレーでハンナ・ミレイ（4分33秒09）、ホッスー・カティンカ（4分36秒43）に次ぐ3位に入り、長水路のヨーロッパ選手権では自身初のメダルを獲得した。200m個人メドレーは予選で7位になったが、同じハンガリーのベラスト・エブリンとホッスー・カティンカに先着を許したため、1カ国2名しか次のラウンドに進めないルールにより準決勝に進めなかった。200mバタフライではホッスー・カティンカに0秒35及ばず2位に終わったが、かつてジュニアヨーロッパチャンピオンに輝いたバタフライで自身初のシニアヨーロッパメダルを獲得した。

### 2010年ヨーロッパ短水路選手権
2010年11月、アイントホーフェンで開催されたヨーロッパ短水路選手権に出場。200mバタフライで自身初のシニアヨーロッパタイトルを獲得すると、400m個人メドレーでも優勝して2冠を達成した。

### 2011年ヨーロッパ短水路選手権
2011年12月、シュチェチンで開催されたヨーロッパ短水路選手権に出場。100m個人メドレーでは1位と0秒67差の2位に入り、この種目で自身初のメダルを獲得した。ディフェンディングチャンピオンとして臨んだ400m個人メドレーでは自身の短水路ハンガリー記録（4分28秒46）を更新する4分27秒86をマークしたが、ミレイア・ベルモンテ（4分24秒55）、ハンナ・ミレイ（4分26秒06）に次ぐ3位に終わり、3大会連続のメダルは獲得したものの連覇は逃した。

### 2012年ヨーロッパ選手権
2012年5月、デブレツェンで開催されたヨーロッパ選手権に出場。400m個人メドレーで自己ベストを約2秒更新する4分35秒68をマークしたが、ホッスー・カティンカに1秒92及ばず金メダルを逃した。4×200mフリーリレーには2004年ジュニアヨーロッパチャンピオンの4人で出場し（第1泳ヤカボシュ、第2泳ベラスト・エブリン、第3泳ムティナ・アグネス、第4泳ホッスー・カティンカ）、優勝したイタリアに1秒80及ばなかったものの銀メダルを獲得した。200mバタフライは400m個人メドレー同様ホッスー・カティンカに0秒58及ばず銀メダルに終わった。

### 2012年オリンピック
2012年7-8月、ロンドンオリンピックには個人2種目とリレー2種目の計4種目に出場した。3大会連続出場の400m個人メドレーは決勝進出に1秒28及ばず予選9位に終わった。4×200mフリーリレーにはヨーロッパ選手権で銀メダルを獲得した4人（第1泳ムティナ・アグネス、第2泳ヤカボシュ、第3泳ホッスー・カティンカ、第4泳ベラスト・エブリン）で出場したが、決勝進出にわずか0秒02及ばず9位に終わった。4×100mメドレーリレーは予選で引き継ぎ違反の失格に終わったが、仮に失格になっていなくても1組目の最下位だったのでどちらにしろ決勝に進むことはできなかった。オリンピック初出場の200mバタフライは予選と準決勝を5位で突破し、3大会目にして個人種目初のオリンピックファイナリストとなった。決勝では50m時点で4位につけていたが、100m時点で7位に順位を下げるとそのまま順位を上げることが出来なかった

### 2016年ヨーロッパ選手権
2016年5月、ロンドンで開催されたヨーロッパ選手権に出場し、4×200mフリーリレーで金メダル、400m個人メドレーと混合4×100mメドレーリレーで銅メダルを獲得した。かつてリレー種目でジュニアヨーロッパチャンピオンに輝いたホッスー・カティンカ、ベラスト・エブリンと4×200mフリーリレーで優勝し、3人一緒では初のシニアヨーロッパチャンピオンに輝いた。

### 2016年オリンピック
2016年8月、リオデジャネイロオリンピックには個人メドレー2種目（200m・400m）と4×200mフリーリレーの計3種目に出場した。4大会連続出場の400m個人メドレーは決勝進出に1秒98及ばず予選13位、オリンピック初出場の200m個人メドレーは決勝進出に1秒18及ばず準決勝10位に終わった。4×200mフリーリレー決勝では予選を泳いだベラスト・エブリンに代わって第1泳を務めたが、予選のベラストよりも良い泳ぎをすることができず（決勝のヤカボシュは1分58秒90、予選のベラストは1分58秒81）、ハンガリーは6位に終わった。

### 2021年オリンピック
2021年7-8月、新型コロナウイルス感染症によって1年延期された東京オリンピックでは、チェ・ラースロー、ホッスー・カティンカ、ベラスト・エブリンと共にハンガリー競泳選手歴代最多記録となる5度目のオリンピック出場を果たした。今大会唯一の出場となった4×200mフリーリレーでは予選と決勝で第1泳を務め、第1泳ながら決勝をチーム2番目のタイム（1分58秒61）で泳いで7位入賞に貢献した。

### 2023年世界選手権
2023年7月、福岡で開催された世界選手権に出場。今大会で9回目の出場を果たした34歳のヤカボシュは、ホッスー・カティンカとチェ・ラースローの8回を抜き、世界選手権に9回出場した史上初のハンガリー選手となった。今大会は個人3種目（100mと200mバタフライ・400m個人メドレー）に出場したが決勝に進出することはできなかった。

### 2024年ヨーロッパ選手権
2024年6月、ベオグラードで開催されたヨーロッパ選手権に出場。今大会で11回目の出場を果たした35歳のヤカボシュは、同じハンガリー選手のホッスー・カティンカとチェ・ラースローの10回を抜き、ヨーロッパ選手権に11回出場した史上初の選手となった。今大会では400m個人メドレーで銅メダル、4×100mと4×200mフリーリレーでそれぞれ金と銀メダルを獲得し（予選のみ出場）、短水路も含めたヨーロッパ選手権の通算獲得メダル数を26個に伸ばした。200mバタフライでは予選でパリオリンピックのA標準（2分08秒43）に迫る2分08秒53をマークしたため、準決勝か決勝でのA標準突破も期待されたが、準決勝2分09秒42、決勝2分10秒26とタイムを落として4位（メダルに2秒04差）に終わり、メダルとともにパリオリンピック代表も逃した。

## ライフセービング
ライフセービング競技の大会にも出場し、国際大会でいくつかのメダルを獲得している。2022年のワールドゲームズには競泳ハンガリー代表選手たちと出場し、4×50m障害物リレーではシェナンスキ・ペトラ、ジュリノビチ・ファンニ、ベラスト・エブリンと共に大会新記録で金メダルを獲得し、4×50mメドレーリレーではウグライ・パンナ、ジュリノビチ・ファンニ、シェナンスキ・ペトラと共に銀メダルを獲得した。

## 人物
- ニックネームはズー（Zsu）[53]。
- 2012年に世界で最も美しい顔100人に選出された（74位）[54]。
- 2017年にコーチのペトロフ・イヴァンと結婚した[55]。
- 趣味はパン作り、料理、写真撮影[56]。
- ロールモデルは5度のオリンピック競泳金メダリストに輝いたハンガリーのエゲルセギ・クリスティーナ[56]。
- 好きな言葉は「たゆたえども沈まず（Fluctuat nec mergitur）」[53]。

## 主要国際大会の成績
世界水泳連盟のウェブサイトなど参照
| 年             | 大会                                        | 場所               | 種目                     | 結果           | 記録           | 泳順           | 備考           |
| ハンガリー代表 | ハンガリー代表                              | ハンガリー代表     | ハンガリー代表           | ハンガリー代表 | ハンガリー代表 | ハンガリー代表 | ハンガリー代表 |
| -------------- | ------------------------------------------- | ------------------ | ------------------------ | -------------- | -------------- | -------------- | -------------- |
| 2003           | ヨーロッパユースオリンピック フェスティバル | パリ               | 100mバタフライ           | 金メダル       | 1分03秒24      |                |                |
| 2003           | ヨーロッパユースオリンピック フェスティバル | パリ               | 200m個人メドレー         | 金メダル       | 2分20秒58      |                |                |
| 2003           | ヨーロッパユースオリンピック フェスティバル | パリ               | 4x100mフリーリレー       | 金メダル       | 3分54秒32      |                |                |
| 2003           | ヨーロッパユースオリンピック フェスティバル | パリ               | 4x100mメドレーリレー     | 銀メダル       | 4分23秒02      |                |                |
| 2004           | ヨーロッパ選手権                            | マドリード         | 200m個人メドレー         | 6位            | 2分17秒69      |                |                |
| 2004           | ヨーロッパ選手権                            | マドリード         | 400m個人メドレー         | 4位            | 4分48秒13      |                |                |
| 2004           | ヨーロッパ ジュニア選手権                   | リスボン           | 200m個人メドレー         | 銀メダル       | 2分17秒81      |                |                |
| 2004           | ヨーロッパ ジュニア選手権                   | リスボン           | 400m個人メドレー         | 金メダル       | 4分42秒01      |                |                |
| 2004           | ヨーロッパ ジュニア選手権                   | リスボン           | 4x100mフリーリレー       | 銀メダル       | 3分49秒37      | 4泳            |                |
| 2004           | ヨーロッパ ジュニア選手権                   | リスボン           | 4x200mフリーリレー       | 金メダル       | 8分11秒86      | 4泳            |                |
| 2004           | オリンピック                                | アテネ             | 400m個人メドレー         | 予選15位       | 4分47秒21      |                |                |
| 2005           | ヨーロッパ ジュニア選手権                   | ブダペスト         | 100mバタフライ           | 銅メダル       | 1分01秒97      |                |                |
| 2005           | ヨーロッパ ジュニア選手権                   | ブダペスト         | 200mバタフライ           | 金メダル       | 2分10秒18      |                | 大会記録       |
| 2005           | ヨーロッパ ジュニア選手権                   | ブダペスト         | 200m個人メドレー         | 銀メダル       | 2分16秒62      |                |                |
| 2005           | ヨーロッパ ジュニア選手権                   | ブダペスト         | 4x100mフリーリレー       | 金メダル       | 3分49秒37      | 1泳            |                |
| 2005           | ヨーロッパ ジュニア選手権                   | ブダペスト         | 4x200mフリーリレー       | 銀メダル       | 8分15秒22      | 4泳            |                |
| 2005           | 世界選手権                                  | モントリオール     | 200mバタフライ           | 準決勝12位     | 2分11秒82      |                |                |
| 2005           | 世界選手権                                  | モントリオール     | 200m個人メドレー         | 8位            | 2分16秒09      |                |                |
| 2005           | 世界選手権                                  | モントリオール     | 400m個人メドレー         | 8位            | 4分44秒65      |                |                |
| 2005           | ヨーロッパ短水路選手権                      | トリエステ         | 200mバタフライ           | 予選失格       | DSQ            |                |                |
| 2005           | ヨーロッパ短水路選手権                      | トリエステ         | 100m個人メドレー         | 準決勝12位     | 1分03秒29      |                | ハンガリー記録 |
| 2005           | ヨーロッパ短水路選手権                      | トリエステ         | 400m個人メドレー         | 銅メダル       | 4分35秒68      |                | 自己ベスト     |
| 2006           | ヨーロッパ選手権                            | ブダペスト         | 200mバタフライ           | 予選10位       | 2分12秒13      |                |                |
| 2006           | ヨーロッパ選手権                            | ブダペスト         | 200m個人メドレー         | 準決勝10位     | 2分16秒75      |                |                |
| 2006           | ヨーロッパ選手権                            | ブダペスト         | 400m個人メドレー         | 4位            | 4分42秒75      |                |                |
| 2006           | ヨーロッパ短水路選手権                      | ヘルシンキ         | 200mバタフライ           | 予選13位       | 2分11秒49      |                |                |
| 2006           | ヨーロッパ短水路選手権                      | ヘルシンキ         | 100m個人メドレー         | 予選22位       | 1分03秒81      |                |                |
| 2006           | ヨーロッパ短水路選手権                      | ヘルシンキ         | 400m個人メドレー         | 予選9位        | 4分42秒38      |                |                |
| 2007           | ヨーロッパ短水路選手権                      | デブレツェン       | 50m背泳ぎ                | 予選39位       | 30秒38         |                |                |
| 2007           | ヨーロッパ短水路選手権                      | デブレツェン       | 400m個人メドレー         | 予選14位       | 4分47秒31      |                |                |
| 2008           | ヨーロッパ選手権                            | アイントホーフェン | 200mバタフライ           | 6位            | 2分11秒03      |                |                |
| 2008           | ヨーロッパ選手権                            | アイントホーフェン | 200m個人メドレー         | 予選20位       | 2分18秒90      |                |                |
| 2008           | ヨーロッパ選手権                            | アイントホーフェン | 400m個人メドレー         | 4位            | 4分38秒61      |                |                |
| 2008           | ヨーロッパ選手権                            | アイントホーフェン | 4x200mフリーリレー       | 予選4位        | 8分03秒88      | 3泳            | 予選のみ出場   |
| 2008           | オリンピック                                | 北京               | 400m個人メドレー         | 予選13位       | 4分37秒86      |                |                |
| 2008           | オリンピック                                | 北京               | 4x200mフリーリレー       | 6位            | 7分55秒53      | 4泳            |                |
| 2008           | ヨーロッパ短水路選手権                      | リエカ             | 50m自由形                | 予選54位       | 26秒72         |                |                |
| 2008           | ヨーロッパ短水路選手権                      | リエカ             | 100mバタフライ           | 予選41位       | 1分01秒59      |                |                |
| 2008           | ヨーロッパ短水路選手権                      | リエカ             | 200mバタフライ           | 7位            | 2分07秒82      |                |                |
| 2008           | ヨーロッパ短水路選手権                      | リエカ             | 100m個人メドレー         | 予選21位       | 1分02秒61      |                |                |
| 2008           | ヨーロッパ短水路選手権                      | リエカ             | 400m個人メドレー         | 予選9位        | 4分37秒35      |                |                |
| 2008           | ヨーロッパ短水路選手権                      | リエカ             | 4x50mフリーリレー        | 予選11位       | 1分41秒45      | 3泳            |                |
| 2009           | 世界選手権                                  | ローマ             | 200m背泳ぎ               | 予選17位       | 2分11秒75      |                |                |
| 2009           | 世界選手権                                  | ローマ             | 200mバタフライ           | 準決勝14位     | 2分08秒34      |                |                |
| 2009           | 世界選手権                                  | ローマ             | 400m個人メドレー         | 7位            | 4分37秒85      |                |                |
| 2009           | 世界選手権                                  | ローマ             | 4x200mフリーリレー       | 予選7位        | 7分51秒30      | 4泳            | 予選のみ出場   |
| 2009           | ヨーロッパ短水路選手権                      | イスタンブール     | 100mバタフライ           | 予選32位       | 1分00秒29      |                |                |
| 2009           | ヨーロッパ短水路選手権                      | イスタンブール     | 200mバタフライ           | 7位            | 2分07秒25      |                |                |
| 2009           | ヨーロッパ短水路選手権                      | イスタンブール     | 100m個人メドレー         | 準決勝16位     | 1分01秒01      |                |                |
| 2009           | ヨーロッパ短水路選手権                      | イスタンブール     | 400m個人メドレー         | 銅メダル       | 4分28秒46      |                | ハンガリー記録 |
| 2010           | ヨーロッパ選手権                            | ブダペスト         | 200mバタフライ           | 銀メダル       | 2分07秒06      |                |                |
| 2010           | ヨーロッパ選手権                            | ブダペスト         | 200m個人メドレー         | 予選7位        | 2分14秒33      |                |                |
| 2010           | ヨーロッパ選手権                            | ブダペスト         | 400m個人メドレー         | 銅メダル       | 4分37秒92      |                |                |
| 2010           | ヨーロッパ短水路選手権                      | アイントホーフェン | 100mバタフライ           | 4位            | 58秒36         |                |                |
| 2010           | ヨーロッパ短水路選手権                      | アイントホーフェン | 200mバタフライ           | 金メダル       | 2分05秒58      |                |                |
| 2010           | ヨーロッパ短水路選手権                      | アイントホーフェン | 100m個人メドレー         | 準決勝11位     | 1分01秒01      |                |                |
| 2010           | ヨーロッパ短水路選手権                      | アイントホーフェン | 400m個人メドレー         | 金メダル       | 4分29秒78      |                |                |
| 2010           | 世界短水路選手権                            | ドバイ             | 200m背泳ぎ               | 8位            | 2分06秒74      |                |                |
| 2010           | 世界短水路選手権                            | ドバイ             | 100mバタフライ           | 予選22位       | 58秒82         |                |                |
| 2010           | 世界短水路選手権                            | ドバイ             | 400m個人メドレー         | 5位            | 4分30秒44      |                |                |
| 2011           | 世界選手権                                  | 上海               | 200mバタフライ           | 6位            | 2分06秒35      |                | 自己ベスト     |
| 2011           | 世界選手権                                  | 上海               | 400m個人メドレー         | 予選10位       | 4分38秒84      |                |                |
| 2011           | 世界選手権                                  | 上海               | 4x200mフリーリレー       | 5位            | 7分52秒39      | 4泳            |                |
| 2011           | ヨーロッパ短水路選手権                      | シュチェチン       | 100mバタフライ           | 予選32位       | 1分00秒99      |                |                |
| 2011           | ヨーロッパ短水路選手権                      | シュチェチン       | 200mバタフライ           | 5位            | 2分05秒11      |                |                |
| 2011           | ヨーロッパ短水路選手権                      | シュチェチン       | 100m個人メドレー         | 銀メダル       | 59秒72         |                |                |
| 2011           | ヨーロッパ短水路選手権                      | シュチェチン       | 400m個人メドレー         | 銅メダル       | 4分27秒86      |                | ハンガリー記録 |
| 2012           | ヨーロッパ選手権                            | デブレツェン       | 100mバタフライ           | 6位            | 59秒06         |                |                |
| 2012           | ヨーロッパ選手権                            | デブレツェン       | 200mバタフライ           | 銀メダル       | 2分07秒86      |                |                |
| 2012           | ヨーロッパ選手権                            | デブレツェン       | 200m個人メドレー         | 予選3位        | 2分13秒20      |                |                |
| 2012           | ヨーロッパ選手権                            | デブレツェン       | 400m個人メドレー         | 銀メダル       | 4分35秒68      |                | 自己ベスト     |
| 2012           | ヨーロッパ選手権                            | デブレツェン       | 4x100mフリーリレー       | 4位            | 3分41秒36      | 3泳            |                |
| 2012           | ヨーロッパ選手権                            | デブレツェン       | 4x200mフリーリレー       | 銀メダル       | 7分54秒70      | 1泳            |                |
| 2012           | ヨーロッパ選手権                            | デブレツェン       | 4x100mメドレーリレー     | 6位            | 4分07秒19      | 3泳            |                |
| 2012           | オリンピック                                | ロンドン           | 200mバタフライ           | 7位            | 2分07秒33      |                |                |
| 2012           | オリンピック                                | ロンドン           | 400m個人メドレー         | 予選9位        | 4分37秒37      |                |                |
| 2012           | オリンピック                                | ロンドン           | 4x200mフリーリレー       | 予選9位        | 7分54秒58      | 2泳            |                |
| 2012           | オリンピック                                | ロンドン           | 4x100mメドレーリレー     | 予選失格       | DSQ            | 3泳            |                |
| 2012           | ヨーロッパ短水路選手権                      | シャルトル         | 100mバタフライ           | 4位            | 57秒62         |                | 自己ベスト     |
| 2012           | ヨーロッパ短水路選手権                      | シャルトル         | 200mバタフライ           | 4位            | 2分08秒74      |                |                |
| 2012           | ヨーロッパ短水路選手権                      | シャルトル         | 100m個人メドレー         | 銀メダル       | 59秒15         |                | 自己ベスト     |
| 2012           | ヨーロッパ短水路選手権                      | シャルトル         | 200m個人メドレー         | 銅メダル       | 2分06秒66      |                |                |
| 2012           | ヨーロッパ短水路選手権                      | シャルトル         | 400m個人メドレー         | 銅メダル       | 4分25秒61      |                | 自己ベスト     |
| 2012           | 世界短水路選手権                            | イスタンブール     | 200m自由形               | 7位            | 1分55秒13      |                |                |
| 2012           | 世界短水路選手権                            | イスタンブール     | 100m個人メドレー         | 7位            | 59秒41         |                |                |
| 2012           | 世界短水路選手権                            | イスタンブール     | 200m個人メドレー         | 4位            | 2分07秒36      |                |                |
| 2012           | 世界短水路選手権                            | イスタンブール     | 400m個人メドレー         | 4位            | 4分26秒99      |                |                |
| 2012           | 世界短水路選手権                            | イスタンブール     | 4x200mフリーリレー       | 4位            | 7分44秒70      | 3泳            |                |
| 2013           | 世界選手権                                  | バルセロナ         | 200mバタフライ           | 5位            | 2分06秒58      |                |                |
| 2013           | 世界選手権                                  | バルセロナ         | 200m個人メドレー         | 6位            | 2分10秒95      |                |                |
| 2013           | 世界選手権                                  | バルセロナ         | 400m個人メドレー         | 6位            | 4分34秒50      |                | 自己ベスト     |
| 2014           | ヨーロッパ選手権                            | ベルリン           | 200mバタフライ           | 4位            | 2分08秒03      |                |                |
| 2014           | ヨーロッパ選手権                            | ベルリン           | 4x200mフリーリレー       | 銅メダル       | 7分54秒23      | 1泳            |                |
| 2014           | 世界短水路選手権                            | ドーハ             | 50m自由形                | 準決勝16位     | 25秒02         |                |                |
| 2014           | 世界短水路選手権                            | ドーハ             | 400m個人メドレー         | 予選9位        | 4分31秒95      |                |                |
| 2014           | 世界短水路選手権                            | ドーハ             | 4x200mフリーリレー       | 4位            | 7分39秒21      | 2泳            |                |
| 2015           | 世界選手権                                  | カザン             | 50m自由形                | 予選35位       | 25秒79         |                |                |
| 2015           | 世界選手権                                  | カザン             | 200m個人メドレー         | 準決勝11位     | 2分11秒91      |                |                |
| 2015           | 世界選手権                                  | カザン             | 400m個人メドレー         | 予選11位       | 4分38秒94      |                |                |
| 2015           | 世界選手権                                  | カザン             | 混合4x100mメドレーリレー | 8位            | 3分50秒06      | 4泳            |                |
| 2015           | ヨーロッパ短水路選手権                      | ネタニヤ           | 50m自由形                | 準決勝10位     | 24秒52         |                |                |
| 2015           | ヨーロッパ短水路選手権                      | ネタニヤ           | 200mバタフライ           | 5位            | 2分05秒16      |                |                |
| 2015           | ヨーロッパ短水路選手権                      | ネタニヤ           | 200m個人メドレー         | 予選8位        | 2分09秒74      |                |                |
| 2015           | ヨーロッパ短水路選手権                      | ネタニヤ           | 400m個人メドレー         | 決勝失格       | DSQ            |                |                |
| 2016           | ヨーロッパ選手権                            | ロンドン           | 200mバタフライ           | 4位            | 2分07秒75      |                |                |
| 2016           | ヨーロッパ選手権                            | ロンドン           | 200m個人メドレー         | 予選6位        | 2分13秒29      |                |                |
| 2016           | ヨーロッパ選手権                            | ロンドン           | 400m個人メドレー         | 銅メダル       | 4分38秒39      |                |                |
| 2016           | ヨーロッパ選手権                            | ロンドン           | 4x200mフリーリレー       | 金メダル       | 7分51秒63      | 1泳            |                |
| 2016           | ヨーロッパ選手権                            | ロンドン           | 混合4x100mフリーリレー   | 予選6位        | 3分31秒65      | 4泳            | 予選のみ出場   |
| 2016           | ヨーロッパ選手権                            | ロンドン           | 混合4x100mメドレーリレー | 銅メダル       | 3分49秒50      | 4泳            |                |
| 2016           | オリンピック                                | リオデジャネイロ   | 200m個人メドレー         | 準決勝10位     | 2分12秒05      |                |                |
| 2016           | オリンピック                                | リオデジャネイロ   | 400m個人メドレー         | 予選13位       | 4分38秒52      |                |                |
| 2016           | オリンピック                                | リオデジャネイロ   | 4x200mフリーリレー       | 6位            | 7分51秒03      | 1泳            |                |
| 2016           | 世界短水路選手権                            | ウィンザー         | 100m自由形               | 準決勝11位     | 53秒23         |                |                |
| 2016           | 世界短水路選手権                            | ウィンザー         | 200m自由形               | 予選9位        | 1分55秒76      |                |                |
| 2016           | 世界短水路選手権                            | ウィンザー         | 200m個人メドレー         | 8位            | 2分08秒95      |                |                |
| 2016           | 世界短水路選手権                            | ウィンザー         | 混合4x50mフリーリレー    | 7位            | 1分32秒98      | 3泳            |                |
| 2017           | 世界選手権                                  | ブダペスト         | 200m個人メドレー         | 準決勝12位     | 2分11秒92      |                |                |
| 2017           | 世界選手権                                  | ブダペスト         | 400m個人メドレー         | 予選12位       | 4分41秒40      |                |                |
| 2017           | 世界選手権                                  | ブダペスト         | 4x100mフリーリレー       | 予選9位        | 3分38秒90      | 4泳            |                |
| 2017           | 世界選手権                                  | ブダペスト         | 4x200mフリーリレー       | 6位            | 7分51秒33      | 2泳            |                |
| 2017           | 世界選手権                                  | ブダペスト         | 混合4x100mフリーリレー   | 6位            | 3分25秒02      | 3泳            |                |
| 2017           | 世界選手権                                  | ブダペスト         | 混合4x100mメドレーリレー | 予選失格       | DSQ            | 4泳            |                |
| 2018           | ヨーロッパ選手権                            | グラスゴー         | 200mバタフライ           | 予選5位        | 2分09秒46      |                |                |
| 2018           | ヨーロッパ選手権                            | グラスゴー         | 200m個人メドレー         | 8位            | 2分13秒37      |                |                |
| 2018           | ヨーロッパ選手権                            | グラスゴー         | 400m個人メドレー         | 5位            | 4分38秒48      |                |                |
| 2018           | ヨーロッパ選手権                            | グラスゴー         | 混合4x100mフリーリレー   | 6位            | 3分29秒30      | 3泳            |                |
| 2018           | ヨーロッパ選手権                            | グラスゴー         | 混合4x200mフリーリレー   | 4位            | 7分31秒19      | 4泳            |                |
| 2019           | 世界選手権                                  | 光州               | 200m個人メドレー         | 予選17位       | 2分13秒29      |                |                |
| 2019           | 世界選手権                                  | 光州               | 400m個人メドレー         | 7位            | 4分39秒15      |                |                |
| 2019           | 世界選手権                                  | 光州               | 4x200mフリーリレー       | 6位            | 7分54秒57      | 3泳            |                |
| 2019           | ヨーロッパ短水路選手権                      | グラスゴー         | 200mバタフライ           | 銅メダル       | 2分05秒00      |                |                |
| 2019           | ヨーロッパ短水路選手権                      | グラスゴー         | 100m個人メドレー         | 予選9位        | 1分00秒21      |                |                |
| 2019           | ヨーロッパ短水路選手権                      | グラスゴー         | 200m個人メドレー         | 4位            | 2分07秒62      |                |                |
| 2019           | ヨーロッパ短水路選手権                      | グラスゴー         | 400m個人メドレー         | 銀メダル       | 4分28秒76      |                |                |
| 2021           | ヨーロッパ選手権                            | ブダペスト         | 200mバタフライ           | 予選4位        | 2分09秒35      |                |                |
| 2021           | ヨーロッパ選手権                            | ブダペスト         | 400m個人メドレー         | 予選5位        | 4分40秒50      |                |                |
| 2021           | ヨーロッパ選手権                            | ブダペスト         | 4x200mフリーリレー       | 銀メダル       | 7分56秒26      | 1泳            |                |
| 2021           | オリンピック                                | 東京               | 4x200mフリーリレー       | 7位            | 7分56秒62      | 1泳            |                |
| 2021           | ヨーロッパ短水路選手権                      | カザン             | 200mバタフライ           | 4位            | 2分05秒67      |                |                |
| 2021           | ヨーロッパ短水路選手権                      | カザン             | 400m個人メドレー         | 5位            | 4分32秒68      |                |                |
| 2021           | 世界短水路選手権                            | アブダビ           | 200mバタフライ           | 6位            | 2分06秒82      |                |                |
| 2021           | 世界短水路選手権                            | アブダビ           | 200m個人メドレー         | 予選12位       | 2分09秒15      |                |                |
| 2021           | 世界短水路選手権                            | アブダビ           | 400m個人メドレー         | 7位            | 4分31秒49      |                |                |
| 2021           | 世界短水路選手権                            | アブダビ           | 4x100mフリーリレー       | 7位            | 3分36秒94      | 2泳            |                |
| 2021           | 世界短水路選手権                            | アブダビ           | 4x200mフリーリレー       | 5位            | 7分47秒04      | 1泳            |                |
| 2022           | 世界選手権                                  | ブダペスト         | 4x200mフリーリレー       | 予選5位        | 7分56秒52      | 1泳            | 予選のみ出場   |
| 2022           | ヨーロッパ選手権                            | ローマ             | 200mバタフライ           | 5位            | 2分09秒03      |                |                |
| 2022           | ヨーロッパ選手権                            | ローマ             | 400m個人メドレー         | 銀メダル       | 4分39秒79      |                |                |
| 2022           | ヨーロッパ選手権                            | ローマ             | 4x200mフリーリレー       | 予選1位        | 8分01秒05      | 2泳            | 予選のみ出場   |
| 2022           | ヨーロッパ選手権                            | ローマ             | 混合4x200mフリーリレー   | 予選6位        | 7分41秒87      | 4泳            | 予選のみ出場   |
| 2022           | 世界短水路選手権                            | メルボルン         | 200mバタフライ           | 予選13位       | 2分07秒08      |                |                |
| 2022           | 世界短水路選手権                            | メルボルン         | 200m個人メドレー         | 予選16位       | 2分09秒63      |                |                |
| 2022           | 世界短水路選手権                            | メルボルン         | 400m個人メドレー         | 5位            | 4分32秒10      |                |                |
| 2023           | 世界選手権                                  | 福岡               | 100mバタフライ           | 予選30位       | 1分00秒51      |                |                |
| 2023           | 世界選手権                                  | 福岡               | 200mバタフライ           | 準決勝15位     | 2分11秒23      |                |                |
| 2023           | 世界選手権                                  | 福岡               | 400m個人メドレー         | 予選18位       | 4分43秒52      |                |                |
| 2023           | ヨーロッパ短水路選手権                      | オトペニ           | 200mバタフライ           | 準決勝9位      | 2分08秒74      |                |                |
| 2023           | ヨーロッパ短水路選手権                      | オトペニ           | 400m個人メドレー         | 4位            | 4分32秒87      |                |                |
| 2024           | ヨーロッパ選手権                            | ベオグラード       | 200mバタフライ           | 4位            | 2分10秒26      |                |                |
| 2024           | ヨーロッパ選手権                            | ベオグラード       | 400m個人メドレー         | 銅メダル       | 4分40秒24      |                |                |
| 2024           | ヨーロッパ選手権                            | ベオグラード       | 4x100mフリーリレー       | 予選1位        | 3分42秒04      | 2泳            | 予選のみ出場   |
| 2024           | ヨーロッパ選手権                            | ベオグラード       | 4x200mフリーリレー       | 予選1位        | 8分03秒82      | 2泳            | 予選のみ出場   |

## 自己ベスト
世界水泳連盟のウェブサイト参照
| 種目             | 記録      | 日付           | 大会                   | 場所               | 備考   |
| 長水路           | 長水路    | 長水路         | 長水路                 | 長水路             | 長水路 |
| ---------------- | --------- | -------------- | ---------------------- | ------------------ | ------ |
| 50m自由形        | 25秒37    | 2015年7月4日   | ハンガリー選手権       | ジェール           |        |
| 50m自由形        | 25秒37    | 2015年11月6日  | ワールドカップ         | ドバイ             |        |
| 100m自由形       | 54秒49    | 2016年4月15日  | ハンガリー選手権       | ジェール           |        |
| 200m自由形       | 1分57秒68 | 2011年6月19日  | セッテコリ杯           | ローマ             |        |
| 100mバタフライ   | 58秒39    | 2019年8月10日  | ワールドカップ         | 済南               |        |
| 200mバタフライ   | 2分06秒35 | 2011年7月28日  | 世界選手権             | 上海               |        |
| 200m個人メドレー | 2分10秒27 | 2013年4月4日   | スイムカップ           | アイントホーフェン |        |
| 400m個人メドレー | 4分34秒50 | 2013年8月4日   | 世界選手権             | バルセロナ         |        |
| 短水路           |           |                |                        |                    |        |
| 50m自由形        | 24秒48    | 2016年12月18日 | スイムカップ           | ローザンヌ         |        |
| 100m自由形       | 52秒89    | 2016年11月19日 | チェコカップ           | Lesná              |        |
| 200m自由形       | 1分54秒34 | 2012年11月10日 | ワールドカップ         | シンガポール       |        |
| 100mバタフライ   | 57秒62    | 2012年11月25日 | ヨーロッパ短水路選手権 | シャルトル         |        |
| 200mバタフライ   | 2分04秒43 | 2013年8月11日  | ワールドカップ         | ベルリン           |        |
| 100m個人メドレー | 59秒15    | 2012年11月24日 | ヨーロッパ短水路選手権 | シャルトル         |        |
| 200m個人メドレー | 2分06秒04 | 2013年8月10日  | ワールドカップ         | ベルリン           |        |
| 400m個人メドレー | 4分25秒61 | 2012年11月25日 | ヨーロッパ短水路選手権 | シャルトル         |        |